# Semisuturia inermis
Semisuturia inermis là một loài ruồi trong họ Tachinidae.